# Divékszécs
Divékszécs (1899-ig Szecs, szlovákul Seč) község Szlovákiában, a Trencséni kerületben, a Privigyei járásban.

## Fekvése
Privigyétől 16 km-re északnyugatra fekszik. A község határa erdőkben rendkívül gazdag, erre utal címere is.

## Története
1275-ben „Zeech” néven, más források szerint 1332-ben a pápai tizedjegyzékben említik először.
A 18. század végén Vályi András így ír róla: „SZÉCS. Elegyes falu Nyitra Várm. földes Ura Bossányi Uraság, lakosai katolikusok, fekszik Kosztolnafalvának szomszédságában, mellynek filiája; határja középszerű.”
Fényes Elek 1851-ben kiadott geográfiai szótárában így ír a faluról: „Szécs, tót falu, Nyitra vmegyében, Kosztolnafalva filial., 257 kath. lakossal. F. u. Bosányi család. Ut. p. Privigye.”
Borovszky Samu monográfiasorozatának Nyitra vármegyét tárgyaló része szerint: „Szecs, a rudnói völgyben, a Kis-Magura alatt fekvő tót falu 262 r. kath. vallásu lakossal. Postája Nyitra-Rudnó, táviró- és vasúti állomása Nyitra-Novák. 1275-ben a Divék nemzetség birtoka volt. Később a Motesiczkyak és a Bossányiak voltak a földesurai.”
A trianoni diktátumig Nyitra vármegye Privigyei járásához tartozott.

## Népessége
| Év:            | 1994. | 2004.   | 2014.   | 2024.   |
| -------------- | ----- | ------- | ------- | ------- |
| Emberek száma: | 412   | 410     | 392     | 388     |
| Eltérés:       |       | -0,48 % | -4,39 % | -1,02 % |

| Év:            | 2023. | 2024.   |
| -------------- | ----- | ------- |
| Emberek száma: | 393   | 388     |
| Eltérés:       |       | -1,27 % |

1880-ban 222 lakosából 217 szlovák anyanyelvű volt.
1890-ben 262-en lakták, ebből 253 szlovák és 7 magyar anyanyelvű.
1900-ban 301 lakosából 298 szlovák és 3 magyar anyanyelvű volt.
1910-ben 314-en lakták, ebből 309 szlovák és 3 magyar anyanyelvű.
1921-ben 334 lakosa mind csehszlovák volt.
1930-ban 348 lakosa mind csehszlovák volt.
1991-ben 416 lakosából 414 szlovák volt.
2001-ben 406 lakosából 402 szlovák volt.
2011-ben 391 lakosából 362 szlovák.
2021-ben 394 lakosából 394 szlovák, (+1) magyar, (+1) ruszin nemzetiségű volt.

## Nevezetességei
- Szűz Mária kápolnája a 19. század elején épült.